# Port Glaud
Port Glaud és un districte administratiu de les Seychelles situat a la costa nord – oest de l'illa de Mahé. Té una extensió aproximada de 25 km² i presenta una població de 2.500 habitants.
El districte conte dos parcs marins: Baia Ternay i Port Launay.